# آلية كلفن هلمهولتز
| ولادة النجوم |
| - وسط بين نجمي - غيمة جزيئية - كرة بوك - سديم مظلم - جرم نجمي فتي - نجم أولي - نجم تي الثور - نجم قبل النسق الأساسي - هيربيغ أي/ نجم بي - سديم شمسي |
| أصناف الأجرام الفلكية |
| - جرم هيربج هارو |
| المفاهيم النظرية |
| - دالة الكتلة الأولية - كتلة جينس - آلية كلفن هلمهولتز - فرضية السديم - هجرة الكواكب                                                                |
| هذا الصندوق: اعرض ناقش عدل |

آلية كلفن هلمهولتز (بالإنجليزية: Kelvin–Helmholtz mechanism)‏ وهي عملية فلكية عندما يبرد سطح النجم أو الكوكب. وتسبب هذه البرودة سقوطا في الضغط ونتيجة لذلك ينكمش النجم أو الكوكب. وبدوره هذا الضغط يرفع من حرارة نواة النجم أو الكوكب. وتدل هذه الآلية على أن الحرارة المركزية للمشتري وزحل والأقزام البنية غير كافية لحدوث اندماج نووي. ولهذا يقدر سبب أشعاع المشتري وزحل طاقة إلى الخارج أكثر من الطاقة التي يكتسبها من الشمس.
أقترحت هذه النظرية أساسا من قبل اللورد كلفن وهرمان فون هلمهولتز في أواخر سنة 1800 لشرح طاقة الشمس. في منتصف القرن التاسع أصبح قانون بقاء الطاقة مقبولا، وبالتالي يجب أن تملك الشمس مصدر للطاقة لتستمر في الإشعاع، وبسبب عدم معرفة التفاعلات النووية في ذلك الوقت اعتقدوا أن مصدر الطاقة هو انكماش الجاذبية.
لكن سرعان ما أوضح آرثر إيدنجتون أن الإشعاع الشمسي بهذه الآلية لا يدوم إلا ملايين السنين وهذا ما يناقض الأدلة الجيولوجية والبيولوجية التي تشير إلى أن عمر الأرض بلايين السنيين. وبقي مصدر الطاقة الشمسية غير معروف حتى سنة 1930 حين اكتشفت التفاعلات والاندماج النووي بواسطة هانز بيته.

## الطاقة المتولدة بسبب ألية كلفن-هلمهولتز
كان يعتقد بأن طاقة الوضع (الطاقة الكامنة للجاذبية) الشمسية الناتجة عن انكماش الشمس هي سبب الإشعاع الشمسي. ولحساب الطاقة الصادرة عن الشمس بمثل هذه الآلية (على افتراض تجانس الكثافة)، وعلى فرض الشكل تقريبا هو اتحاد مركزي من القشور. وبالتالي يمكن إيجاد طاقة الجاذبية الكامنة من ميكانيك نيوتن حسب المعادلة:
{\displaystyle U=-{\frac {Gm_{1}m_{2}}{r}}}
حيث G ثابت الجاذبية الشمسي، والكتلتين m1,m2 هي لقشرتين بسماكة dr. والكتلة الكلية لشعاع r تتم بالتكامل من الصفر إلى نصف قطر الشمس R
{\displaystyle U=-G\int _{0}^{R}{\frac {m(r)4\pi r^{2}\rho }{r}}\,dr}
حيث R هو نصف القطر الخارجي للكرة وmr هي الكتلة في نصف القطر r . ويكون تغير الكتلة mr كتابع للحجم والكثافة :
{\displaystyle U=-G\int _{0}^{R}{\frac {4\pi r^{3}\rho 4\pi r^{2}\rho }{3r}}\,dr=-{\frac {16}{15}}G\pi ^{2}\rho ^{2}R^{5}}
و بإعادة الصياغة بالتعويض بالكتلة الكلية تصبح:
{\displaystyle U=-{\frac {3M^{2}G}{5R}}}
و بما أن تجانس الكثافة غير صحيح، يمكن الحصول على قيمة تقريبية للحالة المتوقعة لشمسنا بإدخال القيم المعروفة لدينا لكتلة الشمس ونصف قطرها ومن ثم القسمة على ضياء المعروف أيضا مع ملاحظة أن هذا الحساب يوجد فيه تقريب آخر هو بأن الطاقة المنبعثة من الشمس ثابتة وهذا غير صحيح:
{\displaystyle {\frac {U}{L_{\bigodot }}}\approx {\frac {2.3\times 10^{41}\ \mathrm {J} }{4\times 10^{26}\ \mathrm {W} }}\approx 18,220,650\ \mathrm {years} }
حيث {\displaystyle {L_{\bigodot }}} هي الضياء الشمسي وهذه القيمة تدل على أن الطاقة الشمسية بهذه الآلية ليست صحيحة فهي تقدر عمر الأرض بنحو 18 مليون سنة فقط وهذا يتناقض مع الأدلة الجيولوجية والبيولوجية. وبينما تلك الألية الفيزيائية تقدر وقتا أطول لعمر الشمس بالمقارنة بتوليد الطاقة فيها عن طريق تفاعلات كيميائية إلا أن هذا العمر أقصر كثيرا مما تقدره الأدلة الجيولوجية والأدلة البيولوجية التي تقدر عمر الشمس بعدة مليارات من السنين. ثم اكتشف بعد ذلك خلال الثلاثينيات من القرن الماضي أن طاقة الشمس نابعة من الإندماج النووي وهو التفسير الصحيح لعمر الشمس وكذلك عمر النجوم الطويل.

## اقرأ أيضا
- تطور النجوم
- تدفق تبريد